# Saga o Eryku Rudym

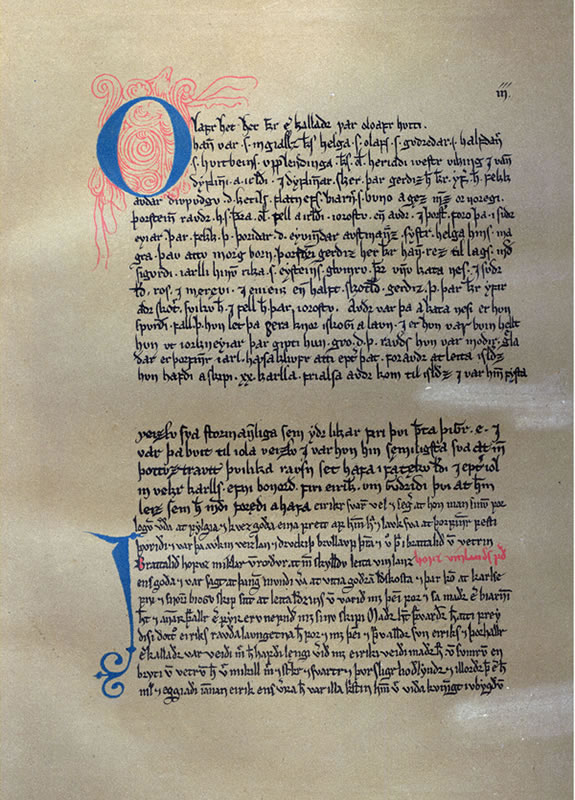
Kartka z tekstem sagi

Saga o Eryku Rudym (isl. Eiríks saga rauða) – islandzka saga opisująca kolonizację Grenlandii przez Eryka Rudego i odkrycie Winlandii przez Leifa Erikssona. W tamtym czasie wikingowie nie uznawali nowo odkrytych lądów za jeden kontynent, ale za trzy oddzielne wyspy, którym nadali nazwy Markland, Helluland i Winland (Winlandia). Nie jest pewne, gdzie się znajdowały, ale uważa się, że Markland to Labrador, a Helluland to Ziemia Baffina. Najtrudniejsze jest ustalenie położenia Winlandii, ale geograficzne szczegóły wskazują, że mogła to być dzisiejsza Nowa Fundlandia – co oznaczałoby, że to prawdopodobnie Erikkson był pierwszym Europejczykiem, który dotarł do kontynentu amerykańskiego około pięciu wieków przed Kolumbem. 
Saga zachowała się w dwóch manuskryptach – Hauksbók (z XIV wieku) i Skálholtsbók (z XV wieku). Obie wersje nieco się różnią, ale uważa się, że to przekaz ze Skálholtsbók jest bliższy oryginalnemu tekstowi. Oryginał sagi został spisany prawdopodobnie w XIII wieku i wraz z Sagą o Grenlandczykach jest jednym z dwóch najważniejszych źródeł informacji o nordyckich wyprawach do Ameryki Północnej.

## Streszczenie

### Wyprawa Aud

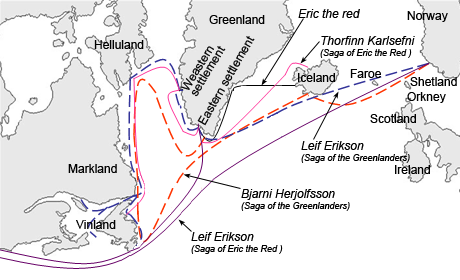
Domniemane trasy podróży postaci z islandzkich sag

Saga rozpoczyna się w chwili, gdy król Olaf Biały wyrusza na podbój Dublina w Irlandii. Tam bierze za żonę Aud Djúpúðgu, z którą ma syna Thorsteina. Kiedy jednak ginie podczas kolejnej bitwy, Aud i Thorstein przenoszą się na Hebrydy. Tam Thorstein żeni się z Thurid, z którą ma wiele dzieci. Zostaje też dowódcą wojsk i sprzymierza się z Sigurdem Potężnym, z którym wspólnie podbija część Szkocji. Na zajętych terenach rządzi jako król do czasu, gdy zostaje zdradzony przez Szkotów i ginie w jednej z bitew. Na wieść o jego śmierci Aud udaje się na Orkady, gdzie znajduje męża dla swojej córki, a następnie z 20 członkami załogi wyrusza na Islandię. Tam spędza zimę ze swoim bratem Bjornem. Później przejmuje władzę na wszystkich ziemiach leżących między Dogurdarą i Skraumuhlaupsą. W Hvamm buduje swój dom, a w Krossholar stawia krzyże. Członkom swojej załogi przekazuje w darze domy, a jednemu ze swoich niewolników, Vifilowi, wziętemu do niewoli w czasie wypraw na zachód, zwraca wolność. Jako że jest on wybitnym mężem i pochodzi z dobrej rodziny, Aud postanawia podarować mu również dolinę Vifilstal, gdzie Vifil buduje swój dom. Później się żeni i ma dwóch synów: Thorgeira i Thorbjorna.

### Kolonizacja Grenlandii
Dalsza część sagi opowiada o Eryku Rudym, który wraz z ojcem Thorvaldem z powodu kilku zabójstw opuszcza Norwegię i przenosi się na Islandię. Osiedla się w Hornstrandir i buduje dom, gdzie Thorvald umiera. Później poznaje swoją żonę Thjodhild i znów wdaje się w spór, przez co miejscowe zgromadzenie uznaje go za banitę. Kilka osób udziela mu jednak pomocy, w tym Thorbjorn Vifilsson, Styr i Eyjolf z Sviney. Sam Eryk w tej sytuacji postanawia udać się na zachód i odszukać ziemię, o której wspominał Gunnbjörn Ulfsson.
Wypływa z okolic Snafellsjökull i po pewnym czasie dociera do wybrzeża skutego lodem. Postanawia płynąć na południe wzdłuż  brzegu w nadziei odkrycia jakiś terenów nadających się do zamieszkania. Po dwóch latach badań powraca na Islandię, by opowiedzieć o swoich odkryciach. Żeby przyciągnąć tam ludzi, nowo odkrytą ziemię nazywa Grenlandią (czyli zieloną ziemią).

### Gudrida
Syn Vifila, Thorbjorn Vifilsson pojmuje za żonę Hallveig, z którą ma piękną i utalentowaną córkę Gudridę. Dużo czasu spędza ona u Orma i jego żony Halldis, którzy są bliskimi przyjaciółmi Thorbjorna. Pewnego dnia Orm zaprasza do swojego domu Einara, przystojnego kupca, który zimy na przemian spędza w Norwegii i na Islandii. Kiedy po raz pierwszy widzi Gudridę, postanawia starać się o jej rękę i namawia Orma, by porozmawiał o tym z jej ojcem. Ten niechętnie się na to zgadza, ponieważ Thorbiorn to człowiek dumny i ambitny. Gdy nadarza się okazja, przedstawia mu propozycję Einara, lecz Thorbjorn kategorycznie odmawia.     
Następnej wiosny oznajmia wszystkim, że z powodów finansowych postanawia skorzystać z oferty swojego przyjaciela Eryka Rudego i przenieść się z rodziną na Grenlandię. Kupuje statek i wraz z trzydziestoosobową załogą, (w tym z Ormem, jego żoną i kilkoma znajomymi) wyrusza w morze. Pogoda okazuje się niesprzyjająca, a podróż tak ciężka, że część załogi umiera z powodu chorób, w tym Orm i jego żona. Reszta wyprawy na początku zimy szczęśliwie dociera do celu. Na miejscu przyjmuje ich człowiek imieniem Thorkel, u którego spędzają zimę. Ponieważ na Grenlandii panuje w tym czasie głód z powodu słabych połowów, Thorkel jako najznamienitszy gospodarz w osadzie, postanawia skorzystać z pomocy wieszczki Thorbjorgi. Urządza jej w swoim domu wspaniałe powitanie, a następnego dnia przygotowuje wszystko, co potrzebne do wieszczenia, ale Thornbjorga prosi również o kobietę, która zna pieśń Varblokur służącą do przyzywania dusz. Gudrida jako jedyna przyznaje, że zna ją, gdyż nauczyła się jej jeszcze na Islandii od Halldis. Dzięki jej pomocy wieszczka przepowiada koniec głodu wraz z nastaniem wiosny, a jej samej zamążpójście oraz powrót na Islandię, gdzie urodzi dzieci.
Wraz z nadejściem wiosny sytuacja rzeczywiście się poprawia, a Thornbjorn wyrusza statkiem do Brattahlid. Tam z otwartymi rękami wita go Eryk, u którego spędza zimę. Wiosną otrzymuje od niego ziemię, na której buduje swój nowy dom.   

### Leif i Thorstein
Eryk i jego żona doczekali się dwóch synów: Thorsteina oraz Leifa. Pierwszy z nich mieszkał z nimi na Grenlandii, a drugi wyruszył w podróż do Norwegii. Po drodze zbacza jednak z kursu i dociera na Hebrydy. Tam poznaje dobrze urodzoną kobietę o imieniu Thorgunna. Po pewnym czasie, gdy jest gotowy wyruszyć w dalszą drogę, dziewczyna poprosi go, by zabrał ją ze sobą. Leif uznaje jednak, że nierozważnie jest zabierać tak wysoko urodzoną kobietę bez zgody i wiedzy jej krajan, więc Thorgunna ujawnia, że jest z nim w ciąży. Obiecuje również, że gdy dziecko podrośnie, wyśle je do niego na Grenlandię. Gdy później przybywa na wyspę chłopiec imieniem Thorgils, Leif uznaje go za swojego syna. 
Z Hebrydów Leif i jego ludzie udają się do Norwegii na dwór króla Olafa Tryggvasona. Zostają tam przyjęci z wielkimi honorami, gdyż król uważa go za człowieka wielkich możliwości. Zleca mu także misję głoszenia chrześcijaństwa na Grenlandii. W drodze powrotnej z powodu sztormu zbacza z kursu i odkrywa nieznany wcześniej ląd porośnięty klonami, dziką pszenicą i winoroślą. Załoga schodzi na brzeg, by zebrać trochę roślin i zawieźć do domu. Po powrocie do Brattahlid, Leif zaczyna szerzyć nową wiarę i przesłanie króla Olafa. Jednakże Eryk nie chce porzucić starej wiary w przeciwieństwie do wielu mieszkańców i swojej żony Thjodhildy, która każe nawet wybudować kościół. 
Wkrótce pojawiają się głosy, że należy odszukać ziemię, którą odkrył Leif. Na dowódcę wyprawy wskazywany jest jego brat Thorstein, jak również sam Eryk, który w końcu ulega namowom. W podróż chce popłynąć statkiem Thorbjorna z dwudziestoosobową załogą, jednakże w drodze na okręt spada z konia i łamie kilka żeber. Nowym dowódcą wyprawy zostaje Thorstein, który wyrusza z Eiriksfjordu. Niestety z powodu licznych sztormów statek często zbacza z kursu, przez co podróż kończy się niepowodzeniem i na początku zimy Thorstein musi wracać.    
Po pewnym czasie Thorstein prosi o rękę Gudridę Thorbjarnardottir. Jego prośba zostaje przyjęta zarówno przez nią, jak i jej ojca. W Brattahlid zostaje im wyprawione wspaniałe wesele, a Thorstein obejmuje połowę ziem w Zachodnim Osiedlu, w miejscu zwanym Lysufjord. Pewnej zimy zaczyna chorować i umiera, podobnie jak i wielu innych mieszkańców. Jego ciało zostaje przeniesione do kościoła w Eirisfjordzie, gdzie odprawiona zostaje msza. Po jego śmierci Gudridę pod swoją opiekę przyjmuje Eryk.

### Wyprawa Karlsefniego
Po śmierci Thorsteina na Grenlandię przypływa statek zamożnego i dobrze urodzonego kupca imieniem Thorfinn Karlsefni. Przybywa on wraz z czterdziestoosobową załogą oraz z Bjarnim Grimolfssonem, Thorhallem Gamlasonem oraz Snorrim Thorbrandssonem. Eryk postanawia zaprosić ich do Brattahlid, gdzie spędzają zimę. By mu się odwdzięczyć, przekazują mu część swoich towarów na wyprawienie święta Jul. Po jego zakończeniu Karlsefni prosi Eryka o rękę Gudridy i uzyskuje zgodę. Ponieważ dziewczyna także przystaje na jego propozycję, zostaje im wyprawione wesele. 
Zimą, podczas długich dyskusji Karlsefni i Snorri postanawiają, że wyruszą na poszukiwania Winlandii. Dołączają do nich Bjarni, Thorhall oraz zięć Eryka o imieniu Thorvald. Wraz z początkiem lata wypływają dwoma statkami ze 160 osobową załogą w morze. Po dwóch dniach podróży docierają do lądu pokrytego dużą ilością kamieni i nadają mu nazwę Helluland. Po kolejnych dwóch dniach odkrywają ziemię porośniętą wielkim lasem, którą nazywają Markland. Płynąc dalej na południe dopływają do piaszczystego przylądka z wydmami. Na brzegu Karlsefni wysyła na zwiad dwóch Szkotów, których oddał mu do dyspozycji Leif. Po trzech dniach wracają z dziką pszenicą oraz winogronami. Karlsefni uznaje, że to dobre ziemie, po czym wyrusza w dalszą podróż wzdłuż wybrzeża pociętego fiordami. Wpływa do jednego z nich i zakłada obóz, w którym spędza zimę. Jednakże z powodu nieudanych polowań i połowów załodze zaczyna brakować pożywienia, więc Thorvald udaje się na szczyt góry, by prosić o pomoc Thora. Niedługo potem we fiordzie pojawia się niewielki wieloryb, którego gatunku nikt nie potrafi rozpoznać. Zostaje on upolowany i zjedzony, ale od jego mięsa część załogi zaczyna chorować, więc jego resztki zostają wyrzucone do morza. Zaraz po tym pogoda poprawia się na tyle, że można wypłynąć na połów. Wiosną wyprawa rusza dalej w górę Straumsfjordu (Fjordu Prądów), gdzie się rozdziela. Thorhall wraz z dziewięcioma ludźmi postanawia zbadać północną część piaszczystego przylądka Kilu, a Karlsefni popłynąć na południe wzdłuż wybrzeża i odbić na wschód. Uważa bowiem, że ziemia na południu jest lepsza i rozleglejsza. Po opłynięciu przylądka Kilu Thorhall chce skierować się na zachód, lecz z powodu sztormu jego statek zbacza z kursu i rozbija się u wybrzeży Irlandii. Tam trafia do niewoli, gdzie został zabity.     

### Walki ze Skrælingami
Karlsefni żeglując na południe odkrywa rzekę, którą nazywa Hop. Ponieważ pobliska ziemia obfituje w zwierzynę, a każdy strumień w ryby, zakłada tam obóz. Po około dwóch tygodniach załoga dostrzega dziewięć skórzanych łodzi, które przybijają do brzegu. Wysiada z nich kilku niskich i szpetnych ludzi, którzy z powodu swojego wyglądu zostają nazwani Skrælingami, ale po chwili znów odpływają. Wraz z nadejściem kolejnej wiosny do brzegu przypływa mnóstwo nowych łodzi. Karlsefni postanawia pohandlować z przybyszami, którzy w zamian za futra i skóry bardzo chcą dostać czerwone sukno. Interesują ich również miecze i dzidy, lecz nie otrzymują zgody na wymianę. Pewnego dnia z lasu wybiega głośno ryczący byk należący do Karlsefniego i jego towarzyszy, który tak przeraża Skrælingów, że uciekają do swoich łodzi i odpływają. Po trzech tygodniach wracają w ogromnej ilości i głośno krzyczą. Dochodzi do walki, podczas której Karlsefni i Snorri są zmuszeni się wycofać. Jednakże dzięki odwadze Freydis, córce Eryka Rudego, która stawia im czoła, napastnicy uciekają.    
Karlsefni dochodzi do wniosku, że choć jest to bogata ziemia, to zawsze będzie im towarzyszyć strach i konflikty z rdzennymi mieszkańcami. Postanawia więc wrócić do swojego kraju. Żeglując na północ dociera do Straumsfjordu, gdzie jest pod dostatkiem żywności. Z grupką ludzi Karlsefni powraca jeszcze na pewien czas do Hop, ale po niecałych dwóch miesiącach płynie z powrotem. Ma bowiem zamiar odnaleźć Thorhalla, ale nie znajduje nic poza lesistymi pustkowiami. Podczas jednego z postojów załoga dostrzega jednonogiego człowieka zbliżającego się do statku. Wypuszcza on strzałę, która trafia znajdującego się przy sterze Thorvalda, syna Eryka Rudego, po czym ucieka. Karlsefni udaje się w pościg ze swoimi ludźmi, ale jednonogi ginie im za kolejnym strumieniem, więc zawracają, by nie ryzykować spotkania z obcymi. Sam Thorvald umiera jakiś czas później z powodu odniesionej rany. Karlsefni powraca do Straumsfjordu, gdzie spędza kolejną zimę. Następnie udaje się do Markland, gdzie spotyka pięcioro Skrælingów, w tym dwoje dzieci. Zabiera je do siebie, by je ochrzcić i nauczyć swojego języka. Dzięki temu dowiaduje się więcej o życiu i miejscu zamieszkania Skrælingów. Potem wraca na Grenlandię i zimuje u Eryka Rudego.
Płynący drugim statkiem Bjarni Grimolfsson dostrzega, że z powodu robactwa jego okręt zaczyna nabierać wody. Ponieważ załoga ma jedną łódź wysmarowaną smołą odporną na okrętowe robaki, postanawiają umieścić w niej jak najwięcej ludzi. Okazuje się jednak, że miejsca wystarczy najwyżej dla połowy załogi, więc decydują się ciągnąć losy. Wśród szczęśliwców jest Bjarni, który po namowach młodego Islandczyka zamienia się z nim miejscem i pozostaje na statku. Przypuszczalnie ginie wraz z innymi, a łódź z rozbitkami dopływa do Dublina, gdzie przekazują tę opowieść. 
Saga kończy się powrotem Karlsefniego z Grenlandii na Islandię, gdzie osiada wraz z rodziną. Niektórzy z ich potomków zostają później pierwszymi islandzkimi biskupami.